# Bolitoglossa daryorum
Bolitoglossa daryorum es una especie de salamandra de la familia Plethodontidae.
Es endémica de la Sierra de las Minas, al este de Guatemala.